# Tiếng Valencia
Tiếng Valencia (nội danh: valencià, llengua valenciana hoặc thành idioma valencià) là tên lịch sử, truyền thống và chính thức được sử dụng trong Cộng đồng Valencia (Tây Ban Nha) và chính thức thêm tại comarca El Carche ở Murcia (Tây Ban Nha), để chỉ một ngôn ngữ Rôman còn được gọi là tiếng Catalunya. Đạo luật tự trị năm 1982 của Cộng đồng Valencia và Hiến pháp Tây Ban Nha chính thức công nhận tiếng Valencia là ngôn ngữ khu vực.
Tên gọi Valencia thường được sử dụng để chỉ toàn bộ ngôn ngữ hoặc các dạng ngôn ngữ cụ thể của Valencia. Theo các nghiên cứu ngôn ngữ học, các loại ngôn ngữ này được nói trong Cộng đồng Valencia và El Carche không thể được coi là một phương ngữ giới hạn trong ranh giới các khu vực này này: một số phương ngữ tiếng Valencia (Valencia Alicante, Valencia Nam, Valencia Trung hoặc Apitxat, Valencia Castellón và Valencian chuyển tiếp) có lẽ thuộc nhóm miền Tây của phương ngữ tiếng Catalan. Tiếng Valencia biểu hiện các đặc điểm chuyển tiếp giữa các ngôn ngữ Iberia-Rôman và các ngôn ngữ Gallo-Rôman. Sự tương đồng của nó với tiếng Occitan đã khiến nhiều tác giả nhóm nó vào nhóm ngôn ngữ Occitan-Rôman.

## Tình trạng chính thức
Tình trạng chính thức của tiếng Valencia được quy định bởi Hiến pháp Tây Ban Nha và Đạo luật tự trị Valencia, cùng với Luật sử dụng và giáo dục tiếng Valencia.

## Phân bố
Tiếng Valencia không được nói khắp Cộng đồng Valencia. Khoảng một phần tư lãnh thổ của nó, tương đương với 10% dân số (phần nội địa và các khu vực ở cực nam), theo truyền thống chỉ nói tiếng Castila, trong khi tiếng Valencia được nói ở các mức độ khác nhau ở nơi khác.
Ngoài ra, nó cũng được nói bởi một số người đang giảm ở Carche, một vùng nông thôn ở Vùng Murcia tiếp giáp với Cộng đồng Valencia; tuy nhiên tiếng Valencia không có bất kỳ sự công nhận chính thức nào trong khu vực này. Mặc dù tiếng Valencia là một phần quan trọng trong lịch sử của khu vực, nhưng ngày nay chỉ có khoảng 600 người có thể nói tiếng Valencia tại Carche.

## Phương ngữ của Valencia

### Valencia chuẩn
Viện hàn lâm nghiên cứu Valencia (Acadèmia Valenciana de la Llengua, AVL), được xác lập theo luật năm 1998 bởi chính phủ tự trị Valencia và được thành lập vào năm 2001, chịu trách nhiệm chỉ đạo các quy tắc chính thức điều chỉnh việc sử dụng tiếng Valencia. Hiện nay, phần lớn những người viết bằng Valencia sử dụng chuẩn này.
Tiếng Valencia chuẩn dựa trên tiêu chuẩn của Viện nghiên cứu tiếng Catalunya (Acadut d'Estudis Catalans, IEC), được sử dụng ở Catalunya, với một vài điều chỉnh. Tiêu chuẩn này gần như tuân theo Quy tắc Castelló (Normes de Castelló) từ năm 1932, một bộ hướng dẫn sử dụng được coi là sự thỏa hiệp giữa bản chất và phong cách của hướng dẫn của Pompeu Fabra, nhưng cũng cho phép sử dụng đặc điểm riêng của Valencia.

### Các phương ngữ Valencia

Phân nhóm của tiếng Valencia

- Valencia chuyển tiếp (valencià de transició hoặc tortosí): chỉ được nói ở các khu vực cực bắc của tỉnh Castellón tại các thị trấn như Benicarló hoặc Vinaròs, khu vực Matarranya ở Aragon (tỉnh Teruel), và một khu vực biên giới phía nam của Catalunya bao quanh Tortosa, ở tỉnh Tarragona.
- Valencia Bắc (valencià septentrional hoặc castellonenc): được nói ở một khu vực xung quanh thành phố Castellón de la Plana.
- Valencia Trung (valencià central hoặc apitxat), được nói ở thành phố Valencia và khu vực quanh của nó, nhưng không được sử dụng như tiêu chuẩn của phương tiện truyền thông Valencia.
- Valencia Nam (Valencià meridional): nói trong khu vực tiếp giáp comarques nằm ở mạn nam của tỉnh Valencia và phần cực bắc thuộc tỉnh Alicante. Phân nhóm này được coi là Valencia chuẩn.
- Valencia Alicante (valencià alacantí): được nói ở miền nam của tỉnh Alicante và khu vực Carche ở Murcia.